# José Luiz Bertanha
Dom José Luiz Bertanha SVD (Cordeirópolis, 9 de agosto de 1942) é bispo católico brasileiro, emérito da Diocese de Registro, a qual governou de 1998 a 2018.

## Biografia
Nasceu em Cordeirópolis, São Paulo, filho de José Bertanha e Rosa Tomazella Bertanha, ambos filhos de imigrantes italianos. Tem seis irmãos: Maria Adelina, Otávio, Lucília, Dimas, Carmem Aparecida e Messias. É também primo do deputado Aldo Demarchi.
Em 8 de agosto de 1971, professou na Congregação do Verbo Divino e, em 18 de dezembro de 1971, foi ordenado presbítero em Cordeirópolis.
Era pároco de Santuário do Senhor Bom Jesus em Iguape, São Paulo, quando foi escolhido pelo papa João Paulo II para ser o segundo bispo da Diocese de Registro, da província eclesiástica de Sorocaba, em 26 de maio de 1998. A diocese estava vaga havia quase dois anos, desde que seu primeiro incumbente, o também verbita e ex-pároco de Bom Jesus de Iguape Dom Aparecido José Dias, fora transferido para a Diocese de Roraima. Foi o próprio Dom Aparecido quem presidiu à sua sagração episcopal, que tomou lugar na Catedral de São Francisco Xavier, em Registro, tendo Dom José Lambert Filho, arcebispo de Sorocaba, e o confrade Dom Olívio Aurélio Fazza, bispo de Foz do Iguaçu, como co-consagrantes.
Em outubro de 2015, foi eleito presidente do Conselho Missionário Regional do Regional Sul da Conferência Nacional dos Bispos do Brasil, em subsituição a Dom Vicente Costa, bispo de Jundiaí.
Dom José esteve à frente da Diocese de Registro por quase vinte anos. Teve que abdicar ao múnus episcopal por atingir a idade limite recomendada pelo direito canônico, 75 anos. Sua renúncia foi acolhida pelo Vaticano em 16 de maio de 1998. Para substituí-lo, foi escolhido o Padre Manoel Ferreira dos Santos Júnior, da Diocese de Itapetininga.
No ano de 2019, foi enviado em missão para a Amazônia por 20 dias.
Em 2024, participou das atividades do Jubileu de 50 anos da Diocese de Registro, sendo ovacionado na Missa de Abertura.